# Navidezna slika
Navidezna slika je v optiki slika predmeta, ki jo dobimo s pomočjo optične naprave na mestu, kjer se po prehodu leče ali po odboju na zrcalu sekajo podaljški žarkov. Navidezne slike ne moremo ujeti na zaslon, lahko pa jo vidimo z očesom. Značilen primer navidezne slike je slika, ki jo daje ravno zrcalo.